# Sao băng (phim truyền hình Hàn Quốc)
Sao băng (tiếng Anh: Sh**ting Stars; tiếng Hàn: 별똥별; Romaja: Byeolttongbyeol) là bộ phim phim truyền hình Hàn Quốc với sự tham gia của Lee Sung-kyung và Kim Young-dae. Phim được phát sóng từ ngày 22 tháng 4, 2022, đến ngày 11 tháng 6, 2022 trên tvN vào thứ Sáu và thứ Bảy hàng tuần lúc 22:40 (KST) với 16 tập. Đồng thời phim cũng được phát trực tuyến trên nền tảng iQIYI ở một số khu vực nhất định.

## Nội dung chính
Sao băng lấy chủ đề về giới giải trí và các công ty quản lí, kể về câu chuyện các minh tinh như những ngôi sao không thể tự mình tỏa sáng trên bầu trời, chủ yếu là câu chuyện của những người làm việc ở hậu trường ngành giải trí, những con người làm việc chăm chỉ khổ cực sau những lùm xùm của các minh tinh. Là câu chuyện từ thù hận đến tình yêu lãng mạn giữa Oh Han-byul (Lee Sung-kyung) là trưởng nhóm PR tại một công ty giải trí, và ngôi sao nổi tiếng Gong Tae-sung (Kim Young-dae). Một trưởng nhóm quan hệ công chúng tài giỏi có năng lực phản ứng tuyệt vời khi các scandal xảy ra, và một ngôi sao nổi tiếng trong làng giải trí, chuyện gì sẽ xảy ra giữa họ?

## Diễn viên

### Diễn viên chính
- Lee Sung-kyung vai Oh Han-byul[9]

Trưởng phòng quan hệ công chúng của Star Force Entertainment. Cô ấy là một người có tài hùng biện phi thường và khả năng ứng phó với khủng hoảng xuất sắc. Cô cũng phụ trách nhiều bộ phận khác nhau như quan hệ công chúng, ứng phó khủng hoảng, và truyền thông, và có ảnh hưởng lớn trong ngành công nghiệp này.
- Kim Young-dae vai Gong Tae-sung[9]

Diễn viên ngôi sao hàng đầu được ký hợp đồng với công ty nơi Oh Han-byul làm việc. Anh được công chúng yêu mến bởi nụ cười rạng rỡ như thiên thần cùng hình ảnh lịch thiệp, chính trực. Tuy nhiên, anh ấy là người nóng tính khi tránh xa công chúng.
- Yoon Jong-hoon vai  Kang Yoon-seong[10]

Một người quản lý có ngoại hình đẹp và cách cư xử tốt, bị nhầm lẫn là người nổi tiếng.
- Kim Yoon-hye vai Park Ho-young[11]

Cựu tuyển thủ Taekwondo đã chuyển sang làm quản lý.
- Lee Jung-shin vai Do Soo-hyuk[12]

Luật sư công ty và là cố vấn cho Star Force Entertainment.
- Park So-jin vai Jo Ki-bum[13][14]

Bạn thân của Oh Han-byul và là phóng viên giải trí.

### Diễn viên phụ

#### Star Force Entertainment
- Ha Do-kwon vai Choi Ji-hoon[15][16]

Giám đốc của Star Force Entertainment.
- Jang Hee-ryung vai Baek Da-hye[17]

Một nữ diễn viên thuộc Star Force Enterainment, một fan hâm mộ của Gong Tae-sung. Cô tham gia bộ phim 'The World of Stars' với vai nữ chính, cùng với Tae Sung.
- Lee Han-ik vai Kang Min-kyu[18]

Anh ấy là quản lý mới của Tae-sung. Không thể đối phó với tính cách của Tae-sung, anh ấy đã nghỉ việc tại Star Force và sau đó gia nhập các diễn viên của DS.
- Jin Ho-eun vai Byun Jeong-yeol[19]

Một người quản lý mới của Star Force Entertainment. Anh ấy trở thành quản lý mới của Tae-sung sau Kang Min-kyu và bảo vệ Tae-sung với sự tôn trọng và tự hào khi được làm việc với anh ấy.
- Shin Hyun-seung vai Yoon Jae-hyun[20]

Một diễn viên tân binh dưới Star Force. Anh đóng một vai phụ trong phim truyền hình 'The World of Stars'.
- Kwon Han-sol vai Hong Bo-in[21]

Thành viên trẻ nhất trong đội PR của Star Force Entertainment. Một nhân viên mới đầy những sai lầm ngu ngốc.
- Yoon Sang-jung vai Chae Eun-soo[22]

Thành viên nhóm PR của Star Force Entertainment.
- Im Sung-kyun vai Lee Yoon-woo

Diễn viên của Star Force Entertainment, người đã chơi thân với Tae-sung từ khi anh ấy còn là một thực tập sinh.
- Jang Do-ha vai Jang Seok-woo[23]

Diễn viên trực thuộc Star Force Entertainment. Anh là kẻ chuyên gây ra nhiều tin đồn hẹn hò.

#### DS Actors
- Kim Dae-gon vai Han Dae-soo[24]

Giám đốc điều hành của công ty DS Actors từng là người quản lý tại Star Force Entertainment.
- Lee Si-woo vai Jin Yu-na[25]

Nữ diễn viên tân binh của DS Actors. Cô đóng một vai phụ trong bộ phim 'The World of Stars'.
- Kang Jun-gyu vai Shim Jin-woo[26]

Diễn viên của DS Actors chuyển từ Star Force sang DS cùng với Dae-soo.

#### Khác
- Lee Seung-hyub vai Kang Shi-deok[27]

Chủ của 'Sidokine', một nhà hàng súp nổi tiếng ở Daegu. Sau đó anh ấy trở thành một diễn viên tân binh của Star Force sau khi Park Ho-young thuyết phục anh ấy.
- So Hee-jung vai Kwon Myung-hee[28]

Bà nội trợ điều hành ngôi nhà của ngôi sao Gong Tae-sung, cô ấy có tính cách ấm áp và thân thiện.
- Heo Gyu vai Yuki[29]

Chủ nhân của Organic Bar, nơi ẩn náu của Han-byul, Ki-beom và Ho-young. Hơn ai hết, anh là người nhanh chóng biết đến ngành công nghiệp giải trí. Một người đàn ông có tấm lòng nhiệt thành làm món ăn không có trong thực đơn cho ba người phụ nữ và lắng nghe tâm sự của họ.
- Yoo Gun-woo vai đạo diễn Park Han-suk[30]

Đạo diễn của bộ phim 'The World of Stars' với sự tham gia của Tae-sung và Da-hye.

Choi Ji-woo vai Eun Si-woo
Mẹ của Tae Sung và cũng là một diễn viên nổi tiếng thập niên 90

### Xuất hiện đặc biệt
- Park Jeong-min vai Park Jo-eun, đối tượng xem mắt của Oh Han-byul (tập 1)[32]
- Yoon Byung-hee vai thư ký của nhóm tình nguyện viên tại nước ngoài (tập 1)[33]
- Seo Yi-sook vai nữ diễn viên của Star Force Entertainment (tập 1)[32]
- Kim Seul-gi vai Happy, nữ ca sĩ tân binh (tập 2)[34]
- Lee Ki-woo vai Ahn Jun-ho, nam diễn viên của Star Force Entertainment (tập 3)[32]
- Kang Ki-doong vai Dong-jun, quản lý của Ahn Jun-ho (tập 3)[35]
- Lee Sang-woo vai Han Seung-Il, một diễn viên nổi tiếng mới ký hợp đồng với Star Force (tập 4)[32]
- Chae Jong-hyeop vai Ham Yu-jin, một nam diễn viên (tập 5)[32]
- Oh Eui-shik vai Cha Min-ho, phóng viên bộ phận giải trí và là bạn trai cũ của Jo Ki-bum (tập 6)[36]
- Moon Ga-young vai Yeo Ha-jin, một nữ diễn viên từng xác nhận tin đồn hẹn hò với Gong Tae-sung trong quá khứ (tập 6, 8)[37][a]
- Song Ji-hyo vai Song Ji-hee, một nữ diễn viên (tập 7)[39]
- Kim Dong-wook vai Lee Jung-hoon (tập 8)[32][a]
- Jin Ki-joo vai Kim Jin-kyung, Giám đốc Quan hệ công chúng giải trí (tập 11)[40]
- Lee Sang-yeob vai Do Ji Hyeok, một luật sư và là anh trai của Do Soo-hyuk (tập 11)[41]
- Um Ki-joon vai Yoon Jang Seok, một diễn viên hàng đầu của công ty Star Universe (tập 13) [42]
- Bong Tae-gyu vai Seo Woo Joo, giám đốc công ty Star Universe (tập 13) [42]

## Sản xuất

### Quay phim
Ngày 11 tháng 3, 2022, nam diễn viên Ha Do-kwon đã xác nhận dương tính với COVID-19 vào chiều ngày 10 và tất cả các lịch trình quay phim đã bị hủy bỏ.

### Tuyển vai
Trước đây, Kim Young-dae đã làm việc cùng với cả Yoon Jong-hoon và Ha Do-kwon trong Cuộc chiến thượng lưu; đây sẽ là dự án tái hợp đầu tiên của họ sau khi kết thúc 3 mùa Cuộc chiến thượng lưu.

### Phát hành
Ngày 3 tháng 3, 2022, các bức ảnh từ buổi đọc kịch bản chính thức được công bố.

## Nhạc phim gốc

### Phần 1
| Phát hành vào 22 tháng 4, 2022 | Phát hành vào 22 tháng 4, 2022 | Phát hành vào 22 tháng 4, 2022                                  | Phát hành vào 22 tháng 4, 2022                                  | Phát hành vào 22 tháng 4, 2022 | Phát hành vào 22 tháng 4, 2022 |
| STT                            | Nhan đề                        | Phổ lời                                                         | Phổ nhạc                                                        | Nghệ sĩ                        | Thời lượng                     |
| ------------------------------ | ------------------------------ | --------------------------------------------------------------- | --------------------------------------------------------------- | ------------------------------ | ------------------------------ |
| 1.                             | "Shooting Star"                | Kim Beom-joo (A.muse) Kim Si-hyuk (A.muse) Nam Ki-moon (A.muse) | Kim Beom-joo (A.muse) Kim Si-hyuk (A.muse) Nam Ki-moon (A.muse) | Nam Woo-hyun                   | 3:27                           |
| 2.                             | "Shooting Star" (Inst.)        |                                                                 | Kim Beom-joo (A.muse) Kim Si-hyuk (A.muse) Nam Ki-moon (A.muse) |                                | 3:27                           |
| Tổng thời lượng:               | Tổng thời lượng:               | Tổng thời lượng:                                                | Tổng thời lượng:                                                | Tổng thời lượng:               | 6:54                           |

### Phần 2
| Phát hành vào 29 tháng 4, 2022 | Phát hành vào 29 tháng 4, 2022 | Phát hành vào 29 tháng 4, 2022                                  | Phát hành vào 29 tháng 4, 2022                                  | Phát hành vào 29 tháng 4, 2022 | Phát hành vào 29 tháng 4, 2022 |
| STT                            | Nhan đề                        | Phổ lời                                                         | Phổ nhạc                                                        | Nghệ sĩ                        | Thời lượng                     |
| ------------------------------ | ------------------------------ | --------------------------------------------------------------- | --------------------------------------------------------------- | ------------------------------ | ------------------------------ |
| 1.                             | "How I Feel"                   | Kim Beom-joo (A.muse) Kim Si-hyuk (A.muse) Nam Ki-moon (A.muse) | Kim Beom-joo (A.muse) Kim Si-hyuk (A.muse) Nam Ki-moon (A.muse) | Kim Jae-hwan                   | 3:30                           |
| 2.                             | "How I Feel" (Inst.)           |                                                                 | Kim Beom-joo (A.muse) Kim Si-hyuk (A.muse) Nam Ki-moon (A.muse) |                                | 3:30                           |
| Tổng thời lượng:               | Tổng thời lượng:               | Tổng thời lượng:                                                | Tổng thời lượng:                                                | Tổng thời lượng:               | 7:00                           |

## Tỷ lệ người xem
| Mùa | Mùa | Số tập | Số tập | Số tập | Số tập | Số tập | Số tập | Số tập | Số tập | Số tập | Số tập | Số tập | Số tập | Số tập | Số tập | Số tập | Số tập | Trung bình |
| Mùa | Mùa | 1      | 2      | 3      | 4      | 5      | 6      | 7      | 8      | 9      | 10     | 11     | 12     | 13     | 14     | 15     | 16     | Trung bình |
| --- | --- | ------ | ------ | ------ | ------ | ------ | ------ | ------ | ------ | ------ | ------ | ------ | ------ | ------ | ------ | ------ | ------ | ---------- |
|     | 1   | 408    | 434    | 346    | 373    | 357    | 411    | 336    | 417    | 394    | N/A    | 290    | 273    | 330    | 322    | 330    | 376    | N/A        |

| Tập | Ngày phát sóng   | Tỷ lệ khán giả trung bình (Nielsen Korea) | Tỷ lệ khán giả trung bình (Nielsen Korea) |
| Tập | Ngày phát sóng   | Toàn quốc                                 | Seoul                                     |
| --- | ---------------- | ----------------------------------------- | ----------------------------------------- |
| 1 | 22 tháng 4, 2022 | 1.632% (3rd)                              | 1.676% (3rd)                              |
| 2 | 23 tháng 4, 2022 | 1.792% (7th)                              | 1.886% (6th)                              |
| 3 | 29 tháng 4, 2022 | 1.497% (4th)                              | 1.676% (3rd)                              |
| 4 | 30 tháng 4, 2022 | 1.534% (5th)                              | 1.617% (4th)                              |
| 5 | 6 tháng 5, 2022  | 1.452% (3rd)                              | 1.506% (3rd)                              |
| 6 | 7 tháng 5, 2022  | 1.415% (10th)                             | 1.555% (5th)                              |
| 7 | 13 tháng 5, 2022 | 1.284% (12th)                             | 1.303% (7th)                              |
| 8 | 14 tháng 5, 2022 | 1.636% (12th)                             | 1.854% (6th)                              |
| 9 | 20 tháng 5, 2022 | 1.462% (7th)                              | 1.585% (4th)                              |
| 10 | 21 tháng 5, 2022 | 1.335% (18th)                             | —                                         |
| 11 | 27 tháng 5, 2022 | 1.177% (8th)                              | 1.310% (4th)                              |
| 12 | 28 tháng 5, 2022 | 1.163% (20th)                             | —                                         |
| 13 | 3 tháng 6, 2022  | 1.343% (6th)                              | 1.474% (5th)                              |
| 14 | 4 tháng 6, 2022  | 1.263% (17th)                             | —                                         |
| 15 | 10 tháng 6, 2022 | 1.296% (8th)                              | 1.526% (3rd)                              |
| 16 | 11 tháng 6, 2022 | 1.453% (11th)                             | 1.477% (10th)                             |
| Trung bình | Trung bình       | 1.421%                                    | —                                         |
| - Trong bảng trên, số màu xanh chỉ tỷ lệ người xem thấp nhất và số màu đỏ chỉ tỷ lệ người xem cao nhất. - Bộ phim này được phát sóng trên kênh truyền hình cáp/truyền hình trả phí thường có lượng khán giả tương đối ít hơn so với các đài truyền hình công cộng/truyền hình miễn phí (KBS, SBS, MBC và EBS). |                  |                                           |                                           |